# طواف لومبارديا 2009
طواف لومبارديا 2009 (بالإيطالية: 2009 Giro di Lombardia)‏ هو سباق دراجات هوائية أقيم بتاريخ 17 أكتوبر، تكون السباق من مرحلة واحدة وامتدّ لمسافة 242 كم. فاز به البلجيكي فيليب جيلبير وحلّ ثانيا الإسباني صمويل سانتشيث بينما حصل على المركز الثالث الروسي ألكسندر كولوبنيف.

## الترتيب
| م                     | الدرّاج           | البلد   | الزمن |
| --------------------- | ---------------- | ------- | ----- |
| الفائز بالترتيب العام | فيليب جيلبير     | بلجيكا  |       |
| الثاني                | صمويل سانتشيث    | إسبانيا |       |
| الثالث                | ألكسندر كولوبنيف | روسيا   |       |